# Điệp vụ Tam giác Vàng
Điệp vụ Tam giác Vàng (tiếng Trung: 湄公河行動, tiếng Anh: Operation Mekong) là một bộ phim điện ảnh Trung Quốc – Hồng Kông thuộc thể loại hành động – tội phạm – giật gân ra mắt vào năm 2016 do Lâm Siêu Hiền làm đạo diễn kiêm viết kịch bản, với sự tham gia diễn xuất của hai diễn viên chính là Trương Hàm Dư và Bành Vu Yến. Được dựa trên vụ thảm sát sông Mê Kông gây chấn động thế giới vào năm 2011, tác phẩm theo chân hai cảnh sát Cao Cương và Phương Tân Vũ cùng nhau truy bắt Naw Khar – tên tội phạm chủ mưu trong vụ thảm sát đang nằm vùng tại khu vực Tam giác Vàng, dưới sự hỗ trợ của chính quyền các nước Trung Quốc, Thái Lan, Lào và Myanmar. Bộ phim được ghi hình từ ngày 13 tháng 9 năm 2015 đến ngày 31 tháng 1 năm 2016.
Điệp vụ Tam giác Vàng có buổi công chiếu tại Trung Quốc vào ngày 30 tháng 9 năm 2016 và tại Việt Nam vào ngày 14 tháng 10 cùng năm, và nhận về những lời khen ngợi từ giới chuyên môn. Tác phẩm cũng đã thu về 1,184 tỷ RMB, tương đương với 173 triệu USD, trở thành bộ phim Trung Quốc có doanh thu cao nhất năm 2016. Bên cạnh đó, tác phẩm còn giành được nhiều giải thưởng cao quý, trong đó có giải Kim Kê cho Phim hay nhất.